# Cneu Cornélio Blasião
Cneu Cornélio Blasião (em latim: Cnaeus Cornelius Blasio) foi um político da gente Cornélia da República Romana eleito cônsul por duas vezes, em 270 e 257 a.C., com Caio Genúcio Clepsina e C. Atílio Régulo Serrano respectivamente.

## Primeiro consulado (270 a.C.)

Teatro de operações da Primeira Guerra Púnica entre 258 e 256 a.C..
Território siracusano
Território cartaginês
Territórios romanos
1. Batalha naval em Tindaris. Vitória naval cartaginesa em 260, 258 e 257 a.C..
2. Ataque romano a Panormo. Recuo em 258 a.C..
3. Romanos capturam Mitistrato (258 a.C.).
4. Romanos retomam Enna e Camarina (258 a.C.).
5. Vitória naval romana na Batalha de Ecnomo (256 a.C.).
6. Marco Atílio Régulo invade a África (256 a.C.).

Foi eleito cônsul em 270 a.C. juntamente com Caio Genúcio Clepsina segundo os Fastos Consulares. Os Fastos Triunfais mencionam que um triunfo foi celebrado por ele, mas não menciona a campanha. É possível que seja o triunfo da captura de Régio, que alguns autores atribuem ao ano de 270 a.C. e não 271 a.C. Paulo Orósio e Dionísio de Halicarnasso mencionam o Lúcio Genúcio Clepsina como cônsul de 271 a.C. pelo nome (com exceção de Apiano, que o chama erroneamente de "Fabrício"). Mas mesmo entre eles há um desacordo sobre seu nome completo: Orósio chama-o simplesmente de "cônsul Genúcio" e data a captura de Régio um ano depois da captura de Taranto, o que daria a Lúcio Genúcio o mérito; Dionísio, por outro lado, chama-o de "C. Genúcio" e parece atribuir a captura da cidade ao cônsul do ano seguinte, Caio Genúcio Clepsina, parceiro de Cornélio Blasião.

## Censor (265 a.C.)
Em 265 a.C., foi , também segundo os Fastos Consulares, eleito censor romano, com Caio Márcio Rutilo Censorino.

## Segundo consulado (257 a.C.)
Foi eleito cônsul novamente em 257 a.C., o oitavo ano da Primeira Guerra Púnica, desta vez com C. Atílio Régulo Serrano. Nada se relata sobre suas campanhas militares.